# Goatlord
Albums de Darkthrone
Total Death
(1996) Ravishing Grimness
(1999)
Goatlord est une compilation de démos du groupe de Black metal norvégien Darkthrone. L'album est sorti en 1997 sous le label Moonfog Productions.
L'album est sorti en 1997, mais la partie instrumentale de l'album a été enregistrée entre la sortie de l'album Soulside Journey et A Blaze in the Northern Sky en 1990-1991. La partie vocale a elle été enregistrée en 1994.
Le chanteur Satyr de Satyricon participe à cet album avec les screams d'intro des titres Rex et Sadomasochistic Rites.

## Musiciens
- Fenriz - chant, batterie
- Nocturno Culto - guitare
- Zephyrous - guitare
- Dag Nilsen - basse
- Satyr - voix de fond sur les titres Rex et Sadomasochistic Rites

## Liste des morceaux
| 1.    | Rex                                     |  | 3:48 |
| 2.    | Pure Demoniac Blessing                  |  | 2:35 |
| 3.    | (The) Grimness Of Which Shepherds Mourn |  | 4:23 |
| 4.    | Sadomasochistic Rites                   |  | 4:03 |
| 5.    | As Desertshadows                        |  | 4:42 |
| 6.    | In His Lovely Kingdom                   |  | 3:24 |
| 7.    | Black Daimon                            |  | 3:50 |
| 8.    | Toward(s) The Thornfields               |  | 3:36 |
| 9.    | (Birth Of Evil) Virgin Sin              |  | 3:25 |
| 10.   | Green Cave Float                        |  | 4:01 |
| 37:47 |                                         |  |      |